# Rue Porte-Sardane
Rue Denis-Méliet
La rue Porte-Sardane (en occitan : carrièra de la Porta Sardana) et la rue Denis-Méliet (en occitan : carrièra Denis Melhet) sont deux voies de Toulouse, chef-lieu de la région Occitanie, dans le Midi de la France.

## Situation et accès

### Description
La rue Porte-Sardane et la rue Denis-Méliet sont deux voies publiques. Elles se trouvent dans le quartier Saint-Georges.
La chaussée compte une seule voie de circulation automobile à sens unique, de la place Victor-Hugo vers le boulevard de Strasbourg. Elles appartiennent à une zone de rencontre et la vitesse y est limitée à 20 km/h. Il n'existe pas de piste, ni de bande cyclable, quoiqu'elle soit à double-sens cyclable sur toute sa longueur.

### Voies rencontrées
La rue Porte-Sardane et la rue Denis-Méliet rencontrent les voies suivantes, dans l'ordre des numéros croissants :
1. Place Victor-Hugo
2. Rue d'Austerlitz
3. Boulevard de Strasbourg

## Odonymie
La rue est d'abord nommée rue de la Petite-Brasserie. Ce fut d'ailleurs aussi le nom d'une rue du quartier des Amidonniers (actuelle rue du Tchad). En 1939, le conseil municipal décida de lui attribuer le nom de Porte-Sardane : il accédait à une demande des Toulousains de Toulouse, qui souhaitait voir rétabli dans l'odonymie le souvenir de cette porte du rempart du bourg Saint-Sernin. En effet, il existait, plus à l'ouest, à l'emplacement du marché Victor-Hugo (actuelle place Victor-Hugo), une porte de ce nom (porta Serdana ou Sardana en latin médiéval, XVe siècle) : il n'en reste pas moins que l'origine de ce nom reste obscure.
Le 29 novembre 2019, le conseil municipal décida d'honorer la mémoire de Denis Méliet (1966-2019) et lui attribua la première partie de la rue Porte-Sardane, entre la place Victor-Hugo et la rue d'Austerlitz. La rue longe le J'Go (actuel no 16 place Victor-Hugo), le restaurant ouvert par Denis Méliet en 1995.